# X. Zimske olimpijske igre – Grenoble 1968.
X. Zimske olimpijske igre su održane 1968. godine u Grenobleu, u Francuskoj. 
Po prvi puta je Međunarodni olimpijski odbor dozvolio da Istočna i Zapadna Njemačka nastupe kao potpuno odvojene momčadi, iako su do ovih ZOI nastupali kao združeni tim Njemačke. Ta će se praksa odvojenih nastupa nastaviti sve do ponovnog ujedinjenja Njemačke 1990. godine.
U natjecateljskom programu su se istaknuli sljedeći pojedinci i momčadi:
- Alpski skijaš iz Francuske Jean-Claude Killy je razgalio srca domaćih gledatelja osvojivši zlatne medalje u sve tri tadašnje alpske discipline (slalom, veleslalom, spust).
- Toini Gustafsson, trkačica na skijama iz Švedske, je dominirala s osvojena dva zlata u obje pojedinačne discipline (5 i 10 km) te je tim medaljama pridodala i srebro iz štefete.
- Eugenio Monti iz Italije je ostvario rijedak podvig: kao pilot boba nastupio je i u bobu dvosjedu i u bobu četverosjedu, te u obje trke osvojio zlatnu medalju.
- Po prvi puta od kada se na ZOI uključila momčad SSSR-a neka druga država je bila prva po broju osvojenih medalja. To je ovaj put uspjelo predstavnicima i predstavnicama države Norveške, koja je na taj način za kratko prekinula dominaciju športske velesile SSSR-a na Zimskim igrama.

## Popis športova
| - alpsko skijanje - biatlon - bob - brzo klizanje - hokej na ledu - sanjkanje |  | - nordijsko skijanje: - skijaško trčanje - nordijska kombinacija - skijaški skokovi - umjetničko klizanje |

## Popis podjele medalja
(Medalje domaćina posebno istaknute)
| Zimske olimpijske igre Grenoble 1968. | Zimske olimpijske igre Grenoble 1968. | Zimske olimpijske igre Grenoble 1968. | Zimske olimpijske igre Grenoble 1968. | Zimske olimpijske igre Grenoble 1968. | Zimske olimpijske igre Grenoble 1968. |
| ------------------------------------- | ------------------------------------- | ------------------------------------- | ------------------------------------- | ------------------------------------- | ------------------------------------- |
| Plasman                               | Država                                | Zlato                                 | Srebro                                | Bronca                                | Ukupno                                |
| 1                                     | Norveška                              | 6                                     | 6                                     | 2                                     | 14                                    |
| 2                                     | SSSR                                  | 5                                     | 5                                     | 3                                     | 13                                    |
| 3                                     | Francuska                             | 4                                     | 3                                     | 2                                     | 9                                     |
| 4                                     | Italija                               | 4                                     | 0                                     | 0                                     | 4                                     |
| 5                                     | Austrija                              | 3                                     | 4                                     | 4                                     | 11                                    |
| 6                                     | Nizozemska                            | 3                                     | 3                                     | 3                                     | 9                                     |
| 7                                     | Švedska                               | 3                                     | 2                                     | 3                                     | 8                                     |
| 8                                     | Zapadna Njemačka                      | 2                                     | 2                                     | 3                                     | 7                                     |
| 9                                     | SAD                                   | 1                                     | 5                                     | 1                                     | 7                                     |
| 10                                    | Istočna Njemačka                      | 1                                     | 2                                     | 2                                     | 5                                     |
| 10                                    | Finska                                | 1                                     | 2                                     | 2                                     | 5                                     |
| 12                                    | Čehoslovačka                          | 1                                     | 2                                     | 1                                     | 4                                     |
| 13                                    | Kanada                                | 1                                     | 1                                     | 1                                     | 3                                     |
| 14                                    | Švicarska                             | 0                                     | 2                                     | 4                                     | 6                                     |
| 15                                    | Rumunjska                             | 0                                     | 0                                     | 1                                     | 1                                     |
|                                       |                                       |                                       |                                       |                                       |                                       |
| Ukupno                                | Ukupno                                | 35                                    | 39                                    | 32                                    | 106                                   |

## Sudačke kontroverze
- U muškom slalomu je Austrijanac Karl Schranz uložio žalbu nakon svog nastupa tvrdeći da mu je tijekom utrke netko od gledatelja namjerno prešao stazom prisilivši ga da potpuno uspori i time ga onemogućio da ostvari dobro vrijeme. Suci su najprije dozvolili Schranzu da ponovi nastup, i on je u ponovljenoj vožnji ostvario najbolje vrijeme. Naknadno je ponovno uložena žalba, ovaj puta od strane domaćina i Shranzu je tada brisan drugi, bolji rezultat te priznata samo prva, daleko sporija vožnja. Kako je time zlato osvojio upravo domaći predstavnik Killy, do danas postoje sumnje u regularnost te utrke.
- U sanjkanju su natjecateljice iz Istočne Njemačke osvojile prvo, drugo i četvrto mjesto. Međutim, sudački žiri ih je naknadno sve tri diskvalificirao, zbog navodnog zagrijavanja sanjki prije starta.